# Näääk

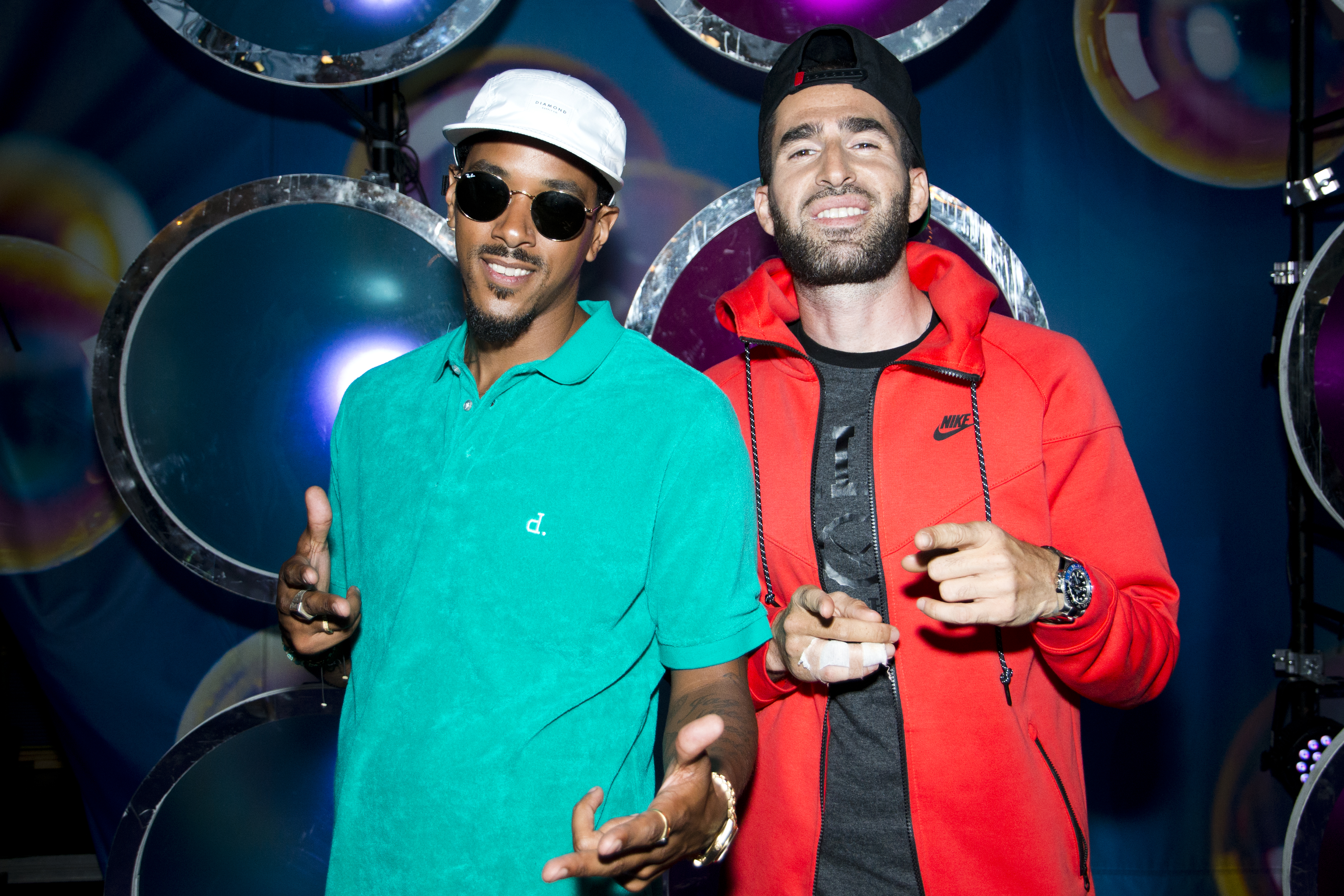
Näääk & Nimo

Näääk (bürgerlich Matar Henrikki Samba; * 29. März 1983 in Stockholm) ist ein schwedischer Rapper.

## Karriere
Er hat eine finnische Mutter und einen gambischen Vater. Die ersten Jahre seines Lebens verbrachte er in Rinkeby, Stockholm; als Jugendlicher zog er nach Gullmarsplan.
Am 21. Oktober 2009 veröffentlichte er sein Debütalbum. Er spielte auf dem Musikfestival Siesta! im Jahr 2010 und auf dem Bråvalla Festival 2013 in Norrköping.
Näääk rappt in dem Lied Stockholm om natten, das von Mauro Scocco geschrieben wurde.
Auf der Kingsizegalan 2013 bekam er den Preis als bester Solokünstler und den Preis für das beste Album (Mannen utan mask).

## Diskografie
Alben
- Näääk vem? (2009)
- Mannen utan mask (2012)

Singles
- Stockholm om natten / Sarah Dawn Finer featuring Näääk (2012)
- Lyckliga gatan / Näääk & Nimo featuring Kaliffa (2015)
- Jag hade en gång en båt / Allyawan featuring Näääk (2015)
- Vandraren / Cleo featuring Näääk & Ayla Shatz (2016)
- Wobble / Lethal Bizzle featuring Näääk & Nimo (2016)
- Para äzi am / Näääk & Nimo (2018)
- Cali / Näääk featuring Fricky & Denz (2019)